# Leo Africanus: Ein Reisender zwischen Orient und Okzident
Leo Africanus: Ein Reisender zwischen Orient und Okzident ist der deutsche Titel einer mikrohistorischen Studie von Natalie Zemon Davis. Das Buch erschien 2006 in der englischen Originalausgabe unter dem Titel Trickster Travels. A Sixteenth-Century Muslim Between Worlds. Darin untersucht Davis das Leben von Al-Hasan ibn Muhammad ibn Ahmad al-Wazzan al-Fasi – laut der Studie geboren zwischen 1486 und 1489 in Granada, gestorben möglicherweise nach 1540 in Tunis –, besser bekannt als Leo Africanus oder unter seinem lateinischen Taufnamen Johannes Leo (italienisch Giovanni Leone, arabisch Yuhanna al-Asad).

## Inhalt

### Überblick
Das Buch beschreibt das Leben und Wirken des Rechtsgelehrten und Diplomaten Al-Hasan ibn Muhammad ibn Ahmad al-Wazzan al-Fasi, kurz al-Hasan al-Wazzan, aus Fès, der 1518 von Don Pedro de Cabrera y Bobadilla, einem christlichen Piraten vornehmer Herkunft, auf See gefangen genommen und nach Rom gebracht wurde. Dort wurde er durch Papst Leo X. getauft und erlangte als Verfasser zahlreicher Schriften Bekanntheit. Möglicherweise kehrte er nach dem Sacco di Roma im Jahre 1527 in den Maghreb zurück.

#### Leben in Africa
Al-Hasan al-Wazzan wurde nach Davis zwischen 1486 und 1489 in Granada, damals Teil von al-Andalus, geboren. Im Zuge der Reconquista floh Al-Hasan al-Wazzan um 1490 mit seiner Familie nach Fès im Maghreb zu seinem Onkel, der bei Sultan Muhammad al-Shaykh, dem Gründer der Wattasidendynastie, in Fès als Diplomat diente. Dort ging er in die Schule, lernte anscheinend den Koran auswendig und absolvierte eine Ausbildung an der Universität al-Qarawīyīn zum Rechtsgelehrten. Er begleitete seinen Onkel bei dessen diplomatischen Reisen im Auftrag des neuen Sultans Muhammad al-Burtughali in den Antiatlas zu den Berbern sowie nach Timbuktu und Kairo. Später wurde er selber Gesandter des Sultans und absolvierte zahlreiche Reisen; unter anderem an den Hof des Mamlukensultans Qansuh al-Ghawari in Kairo und später an den Hof des osmanischen Sultans Selim I. in Istanbul und Kairo.

#### Leben in Italien
Auf der Rückreise von einem diplomatischen Treffen mit Selim I. wurde Al-Hasan al-Wazzan im Juni 1518 von Don Pedro de Cabrera y Bobadilla, dem Bruder des Bischofs von Salamanca, Francisco Bobadilla, gefangen genommen und nach Rom in die Engelsburg gebracht. Dort wurde er zwei Jahre später, am Dreikönigsfest dem 6. Januar 1520 durch Papst Leo X. im Petersdom auf den Namen Johannes Leo de Medici getauft. Dadurch wurde Al-Hasan al-Wazzan Christ und bezeichnete sich seitdem entweder als 'Johannes Leo' oder als 'Giovanni Leone' (deutsch Johannes der Löwe). Davis bezeichnet ihn im Buch öfter mit der arabischen Version desselben Namens: Yuhanna al-Asad. Seine drei einflussreichen Taufpaten waren alle wegen ihrer strikten Haltung im Kampf gegen den Islam vom Papst ausgewählt worden. Diese Handlung unterstreicht nach Davis die Instrumentalisierung von Giovanni Leones Konversion und Taufe für politische, anti-osmanische Zwecke. Die drei Taufpaten waren Bernardino López de Carvajal, Lorenzo Pucci und Egidio da Viterbo. Nach der Taufe wurde Giovanni Leone aus der Engelsburg freigelassen. Wahrscheinlich arbeitete er zuerst als arabischer Übersetzer und Berater für die arabische Abteilung der Vatikanischen Bibliothek. Später fing er an, eigene Bücher zu verfassen; unter anderem das Buch La descrittione dell’Africa, das die Vorstellung von Afrika im Europa der damaligen Zeit maßgeblich beeinflusste. Das Buch verschaffte Leo Africanus einen hohen Bekanntheitsgrad innerhalb Europas. Er schrieb zudem weniger bekannte Bücher, unter anderem die Leben berühmter Männer bei den Arabern sowie die Leben berühmter Männer bei den Juden. Des Weiteren übersetzte er die Paulusbriefe ins Arabische und arbeitete zusammen mit Jacob Mantino an einem Arabisch-Hebräischen-Lateinischen Wörterbuch. Er beteiligte sich überdies an einer Koranübersetzung ins Lateinisch, die er kommentierte. Seine Werke wurden oft revidiert herausgegeben. Beispielsweise wurde seine neutral gehaltene Darstellung des Islams durch Herausgeber wie Giovan Battista Ramusio in eine diffamierende Beschreibung verändert. Davis schreibt weiter, dass sie einen Eintrag für eine Wohnung in Rom im Januar des Jahres 1527 auf den Namen Johannes Leo gefunden habe; es soll sich nach ihrer Auffassung dabei um Leo Africanus handeln. Für die Zeit nach dem Sacco di Roma ist nicht bekannt, ob Leo Africanus oder Yuhanna al-Asad weiterhin in Rom lebte. Möglicherweise ist er in den Maghreb zurückgekehrt. Ein Zeugnis seines Taufpatens und Gönners Egidio da Viterbo gegenüber Johann Albrecht Widmannstetter aus dem Jahr 1532 spricht dafür, dass Leo Africanus zu jener Zeit in Tunis wohnhaft war. Widmannstetter, der Arabisch lernen wollte, versuchte daraufhin, Leo zu besuchen, wurde jedoch von Stürmen auf dem Mittelmeer daran gehindert.

### Wissenschaftliche Reflexion
Neben der Erforschung der Biographie des Leo Africanus versucht Davis in der Studie, die Umstände der damaligen Zeit in Bezug zu Africanus’ Leben zu setzen.
So untersucht sie die Diskrepanz, dass Africanus als Muslim aus Afrika für ein europäisches Publikum schrieb. Dabei entwirft sie ein Konzept des „Tricksters“, eines Lebenskünstlers, und wendet es auf Africanus an. Weiter versucht die Autorin eine Skizze von Leos Charakter in Bezug zu seiner Religiosität zu zeichnen, indem sie das Christentum und den Islam des 16. Jahrhunderts miteinander vergleicht und über mögliche Lösungsvorschläge, die die Spannung in Leo Africanus Persönlichkeit bezüglich seiner Religionsangehörigkeit aufheben könnten, spekuliert. So diskutiert sie mystische Ansätze, wie die des Sufi Ibn Arabi und erwägt die Plausibilität von Africanus Zustimmung. Leo Africanus' Übersetzung des Korans ins Lateinische beziehungsweise seine Hilfe bei der Koranübersetzung sowie seine zahlreichen Kommentare zur Erläuterung gewisser Stellen werden diesbezüglich auch behandelt. Es wird außerdem über seine persönliche Einstellung bezüglich der Übersetzung und der Koranexegese spekuliert, da er im Rahmen seiner Übersetzung des Korans verschiedene Ausgaben des Koran kennen lernt und diese mit dem Koranverständnis seiner Kindheit und Jugend abgleichen muss.
Weiter untersucht sie die Darstellung von Afrika in Leos Buch La descrittione dell’ Africa und behandelt die Verfälschung des Inhalts durch den Herausgeber Giovan Battista Ramusio sowie von diversen Übersetzern. Deren Verfälschung betrifft laut Davis' Forschung vor allem Stellen, die in der Meinung dieser Überarbeitern zu neutral im Bezug auf den Islam geschrieben sind. Die Beschreibungen des Islams durch Leo Africanus werden als zu wenig den 'Islam diffamierend' angesehen und entsprechend wird der Text so umgearbeitet, dass er an denselben Stellen den Islam diffamiert. Diese Unterschiede herauszuarbeiten ist ihr möglich, da sie sich auf mehrere inhaltlich unterschiedliche Manuskripte bezieht. In einem dieser Manuskripte sieht sie eine Originalversion von Leo Africanus in Italienisch und gleicht dieses mit den anderen ab.
Als mögliches Motiv für den langen Aufenthalt Africanus' in Italien nach dessen Taufe und Freilassung spekuliert Davis über sein mögliches Interesse an der für ihn völlig neuen Kultur Italiens. Sie behandelt außerdem die Bedeutung der Sexualität in Islam und Christentum des 16. Jahrhunderts und vergleicht diese miteinander.
Davis vergleicht im Epilog Leo Africanus mit François Rabelais, einem französischen Prosaautor des 16. Jahrhunderts. Beide hätten sich in ihren Schriften auf dem schmalen Grat des gerade noch tolerierten und akzeptierten und des durch die Inquisition verbotenen und zu bestrafenden (vgl. Inquisitionsverfahren) Inhalts befunden. Diese Gemeinsamkeit ist für Davis besonders signifikant.

## Forschungsinteresse und Vorgehensweise
Davis Motivation beim Verfassen ihrer mikrohistorischen Monographie galt der Erforschung des Lebenslaufes und der Person von Leo Africanus. Dabei hat Davis versucht, sein Leben im Spannungsfeld der muslimischen und christlichen Welt des 16. Jahrhunderts darzustellen und seine Handlungen aufgrund von diversen kulturellen und politischen Einflüssen zu erklären. Ihrer wissenschaftlichen Arbeitsweise der dezentrierenden Darstellung folgend versucht sie in ihrer Studie nicht nur Africanus Perspektive und seine Einflüsse alleine darzustellen, sondern darüber hinaus viele weitere Perspektiven von Mitmenschen, sowie relevante Umstände, wie z. B. die Stellung der Sklaven in Afrika oder die Rolle der Sexualität im Islam und im Christentum miteinzubeziehen. Dadurch dezentriert sie ihre Studie von Africanus und erweitert sie sowohl mit geographischen als auch soziologischen Aspekten der damaligen Zeit. Sie schreibt des Weiteren, das ihre Motivation sich mit Leo Africanus zu beschäftigen für sie persönlich auch vor allem darin bestand ihr bisheriges Fachgebiet der Kulturgeschichte Frankreichs und generell Europas ins Außereuropäische zu erweitern. Insofern hatte sie in diesem Buch ihre erste teilweise islamwissenschaftliche Studie verfasst.
Neben dem Leben von Leo Africanus galt ihr Interesse der interkulturellen sowie interreligiösen Beziehung und Kommunikation zwischen Europa und der arabischen Welt. Speziell interessierte es sie wie islamische Werte christliche Werte beeinflussten sowie umgekehrt. Inwiefern also eine interreligiöse Kommunikation eine gegenseitige Beeinflussung hervorruft und durch welche Merkmale eine solche Beeinflussung bemerkt oder nachgewiesen werden kann. Im Hinblick darauf richtete sie ihr spezielles Augenmerk auf die Rolle Leo Africanus’ als Vermittler von islamischen und arabischen kulturellen Werten für die europäische Gelehrtenschicht. Im Ergebnis sieht sie in ihm einen Trickster, einen Betrüger oder Täuscher, der für ‚beide Seiten‘ schreibt, um einerseits nicht in Ungnade bei seinen europäischen Gönnern zu fallen und um andererseits den Islam, den er in seinen Büchern darstellt, nicht zu diffamieren.
Ihr Interesse galt also einerseits der Biographie von Africanus, der Wirkung seines literarischen Werkes auf sein Umfeld, der interkulturellen und interreligiösen Kommunikation, als auch der gezielten Darstellung von sozialen und geographischen Umständen um das Mittelmeer. Folglich rekonstruiert sie in ihrem Buch das historische Leben von Leo Africanus, erarbeitet die kulturellen und politischen Hintergründe seiner Umstände, insbesondere die literarischen Quellen, denen sich Leo Africanus bedient haben könnte und stellt verschiedene mögliche Szenarien für unbekannte biographische Daten vor. Daneben diskutiert sie ausführlich ihre Quellenlage und ihre Entscheidungen zu deren Interpretation. Sie stellt umfangreich das größere Umfeld von Africanus dar, indem sie Themen wie Literatur, Sexualität, Sklaverei ausführlich bespricht und in den Kontext zu Africanus stellt. Neben diesen Recherchen zu soziologischen und geographischen Einflüssen und Umständen von Africanus bedient sie sich häufig des spekulativen Schreibens. So stellt sie, wenn mangels Quellenlage keine Informationen vorhanden sind, verschiedene mögliche Szenarien dar und wägt deren Plausibilität ab. Dabei spekuliert sie auch über die Charaktereigenschaften von Leo Africanus.
Über ihr Vorgehen bezüglich der Spekulation, z. B. welche Bücher Leo Africanus möglicherweise gekannt haben könnte, schreibt sie, dass sie zuerst versucht festzustellen von welchen Quellen man sicher ausgehen kann, dass Leo Africanus sie gekannt habe. In einem zweiten Schritt geht sie dann dazu über festzustellen, was er zusätzlich gekannt haben könnte. Dafür verwendet sie in ihrem Buch spekulative Wörter wie „könnte“, „vielleicht“, „möglicherweise“, um klar zu kennzeichnen, dass sie sich im spekulativen Bereich befindet.

## Rezeption
Das Werk wurde in zahlreichen Rezensionen besprochen.
Francesca Trivellato ordnete das Buch, das sie als Gewaltakt bezeichnete, einem typischen Format der Mikrogeschichte zu. Der Weg, den Davis in der Beantwortung der Frage ,Wie die beiden Mittelmeerhälften zueinander stehen?' gehe, sei eher unkonventionell für klassische Mikrohistoriker. Sie kritisierte, dass Davis, anstatt sich auf das Leben von Leo zu konzentrieren, um neue Perspektiven auf die christlich-muslimische Beziehung zu gewinnen, zeitgenössische Texte und moderne Gelehrte berücksichtige, um die vielen Lücken in der nebulösen Biographie des Leo Africanus zu füllen. Außerdem bezichtigte Trivellato Davis des 'tröstenden Lesens', einer Praktik die öfters zu einer projizierten Rekonstruktion der Vergangenheit führe. Das 'tröstende Lesen' stelle typischerweise dasjenige dar, was man sich in der Gegenwart wünsche und damit sei diese Art der Geschichtsschreibung ein Vehikel, womit man gegenwärtige Werte im Kostüm der Vergangenheit erschaffe.
Für Susan Gilson Miller schrieb Davis in ihrem Buch aus einer neutralen Position über die wissenschaftlichen Debatte, ob die Bedeutung des Mittelmeeres als eine Grenze der Kultur oder als ein Kultur verbindendes Element zu verstehen sei. Sie lobte das Werk außerdem für die Umfangreiche Recherche, die Darstellung von Details wie Essgewohnheiten und vor allem lobte sie Davis Newcomerdasein im Bereich der Islamwissenschaften. Sie kritisierte lediglich Einzelheiten, wie die Bedeutung von Wörtern oder Fehlinterpretationen von Landschaften (So stellt Davis das Dadestal fälschlicherweise als ein Bergtal anstelle eines Flusstals dar).
Für Eleazar Gutwirth war das Vorhaben des Forschungsprojekts fraglich, da es bereits eine Fülle von Forschungen bezüglich Leo Africanus Leben gegeben habe. Gurwirth sieht aber die Forschung und das Projekt von Davis trotzdem dadurch gerechtfertigt, dass vorherige Schriften eine mangelnde Vollständigkeit aufwiesen. Sie behebe durch ihre Forschung Mängel, die dieses Thema in Bezug zu Sexualität, Gender und Religiosität aufgewiesen habe. Dies sei lobenswert. Weiter lobte Gurwirth ihr große Quellenbesprechung und ihre klare Verwendung des Konditionals bei Spekulationen. Hingegen kritisierte Gurwirth ihre Darstellung von Leo Africanus als einem einzigartigen Trickster. Solche Trickster habe es ihm zufolge zahlreiche gegeben und sein Verhalten sei nicht individuell, sondern einfach eine Nachahmung seiner Vorgänger.
Ahmet T. Karamustafa betonte ihre spekulative Arbeitsweise. Er beschrieb ihre Arbeitsweise als ein Vermischen plausibler Ideen mit historischen Fakten. In einem positiven Lichte gesehen sei das Resultat ein Kaleidoskop mit reichen Auszügen aus dem kulturellen Leben beider Seiten des Mittelmeerraums. Er führte weiter aus, dass aber auf der anderen Seite dieses Vermischen zu hypothetisch bliebe und man das Gefühl bekomme, die Person Leo Africanus sei ihren Zugriffen entwichen. Er lobte Davis Recherche als Neueinsteigerin in der Islamwissenschaft und erwähnte nur kleinere Fehler in diesem Bereich wie z. B. geringfügige theologische Falschdarstellungen. Alles in allem sei es ihr gelungen den kulturellen Geist von Leo Africanus einzufangen.
Simon Doubleday kritisierte Davis dafür, ähnliche ideologischen Beweggründe wie Maalouf, der Autor des Romans Leo Africanus: "Der Sklave des Papstes" zu haben. Diese Beweggründe seien, Leo Africanus als einen idealisierten Weltbürger darzustellen. Daneben lobte er Davis Anstrengungen, Africanus auch als instrumentalisierte Person der Kirche gegen die Türken zu beschreiben.
Edmund Burke III. lobte das Werk, es sei ein Werk von enormer Energie. Es kombiniere detektivische Forschung und Historie in einer wunderbare Weise. Niemand hätte das Buch schreiben können außer Davis. Es sei ein Gewaltakt und bei weitem nicht das geringste von Davis Errungenschaften.

## Ausgaben
- Englische Originalausgabe: Trickster Travels. A Sixteenth-Century Muslim Between Worlds. Hill and Wang, New York 2006, ISBN 978-0-8090-9434-9.
- Französische Übersetzung: Léon l’Africain. Un voyageur entre deux mondes. Payot & Rivages, Paris 2007, ISBN 978-2-228-90175-8.
- Deutsche Übersetzung: Leo Africanus. Ein Reisender zwischen Orient und Okzident. Wagenbach, Berlin 2008, ISBN 978-3-8031-3627-5.